# Caristianus cardinalis
Caristianus cardinalis är en insektsart som beskrevs av Ronald Gordon Fennah 1965. Caristianus cardinalis ingår i släktet Caristianus och familjen vedstritar.
Artens utbredningsområde är Filippinerna. Inga underarter finns listade i Catalogue of Life.